# Geografía de Somalilandia
Somalilandia está situada en el noroeste de Somalia. Se encuentra entre los 08° 00'– 11° 30' paralelo al norte del ecuador y entre 42° 30'- 49° 00' al este del meridiano de Greenwich. Limita con Yibuti al oeste, Etiopía al sur, y la región de Puntlandia de Somalia al este. Somalilandia tiene una costa de 740 kilómetros con la mayoría situada a lo largo del Golfo de Adén. En términos de tierra, el territorio de Somalilandia es comparable al de Uruguay, con una superficie de 176.120 km².
El clima de Somalilandia es una mezcla de condiciones húmedas y secas. La parte norte de la región es montañosa, y en muchos lugares la altitud oscila entre 900 y 2100 metros  sobre el nivel del mar. Las regiones de Awdal, Saaxil y Woqooyi Galbeed son fértiles y montañosas, mientras que Togdheer es en su mayoría semidesértica con poca vegetación fértil alrededor. La región de Awdal también es conocida por sus islas, arrecifes de coral y manglares.
Una llanura semi-desértica cubierta de matorrales, referida como Guban, está paralela al litoral del Golfo de Adén. Con una anchura de doce kilómetros en el oeste y con solo dos kilómetros en el este, la llanura se divide en dos cursos de agua que son esencialmente camas de arena seca, excepto durante las estaciones de lluvias. Cuando llegan las lluvias, los arbustos bajos de Guban y los matorrales de hierba se transforman en vegetación exuberante. Esta franja costera es parte de la ecorregión de las praderas y matorrales xerófilos de Etiopía.
Cal Madow es una cordillera en la parte norte del país. Extendiéndose desde el noroeste de Erigabo a varios kilómetros al oeste de la ciudad de Bosaso, ofrece el pico más alto de Somalia, Shimbiris, que se sienta en una elevación de cerca de 2416 metros. Las gamas este-oeste rugosas de las montañas de Karkaar también se encuentran en el interior del litoral del golfo de Aden. En las regiones centrales, las cordilleras del norte dan paso a mesetas poco profundas y cursos de agua típicamente secos que se conocen localmente como el Ogo. La meseta occidental del Ogo, a su vez, se fusiona gradualmente con el Haud, una zona de pastoreo importante para el ganado.

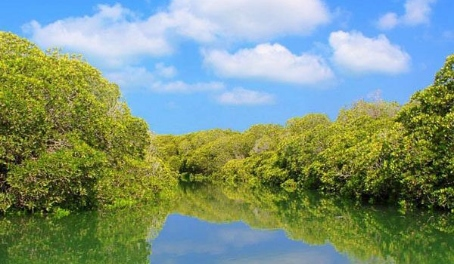
La Isla de Sacadin en el Archipiélago de Zeila al norte de Somalilandia

### Clima
El clima es generalmente tropical monzónico, aunque en ella se tienen cuatro estaciones, con una primavera lluviosa de abril a junio, un verano seco de julio a septiembre, un corto otoño lluvioso de octubre a noviembre, y un largo invierno seco de diciembre a marzo.